# Ieuan Evans
Pour les articles homonymes, voir Evans.

a Compétitions nationales et continentales officielles uniquement.

b Matchs officiels uniquement.
Ieuan Cennydd Evans, né le 21 mars 1964 à Pontarddulais (pays de Galles), est un joueur international gallois de rugby à XV évoluant au poste de trois quart aile. Il participe à trois Coupes du monde.
Il est le père de Cai Evans, également joueur international gallois de rugby à XV.

## Biographie
Ieuan Evans dispute son premier test match avec l'équipe du pays de Galles le 7 février 1987 contre l'équipe de France et son dernier test match contre l'équipe d'Italie le 7 février 1998. Evans dispute cinq matchs de la Coupe du monde 1987, trois matchs de la Coupe du monde 1991 et trois matchs de la Coupe du monde 1995. De plus, il dispute sept test matchs avec les Lions britanniques en 1989, 1993 et 1997.
Il évolue en club au Llanelli RFC à partir de l'âge de 19 ans. Il dispute sept finales de Coupe du pays de Galles avec le club pour cinq victoires. En 1997, il quitte Llanelli pour Bath Rugby avec qui il remporte la Coupe d'Europe en 1998, battant en finale le CA Brive sur le score de 19 à 18. Il met fin à sa carrière à la fin de cette saison.
Il connaît également quatre sélections avec les Barbarians de 1985 à 1990.
Depuis le 28 novembre 2022, il est président de la Fédération galloise de rugby à XV.

## Palmarès

### En club
- Vainqueur du Championnat du pays de Galles en 1993 avec Llanelli RFC.
- Vainqueur de la Coupe du pays de Galles en 1985, 1988, 1991, 1992 et 1993 avec Llanelli RFC.
- Vainqueur de la Coupe d'Europe en 1998 avec Bath.

### En sélection
- Vainqueur du Tournoi des Cinq Nations en 1994.
- Troisième de la Coupe du monde en 1987.

## Statistiques en équipe nationale
- 72 sélections dont 28 fois capitaine
- 157 points (33 essais)
- Sélections par année : 9 en 1987, 6 en 1988, 3 en 1989, 9 en 1991, 5 en 1992, 6 en 1993, 10 en 1994, 8 en 1995, 11 en 1996, 4 en 1997, 1 en 1998
- Tournois des Cinq Nations disputés : 1987, 1988, 1989, 1991, 1992, 1993, 1994, 1995, 1996, 1997